# 九井棋

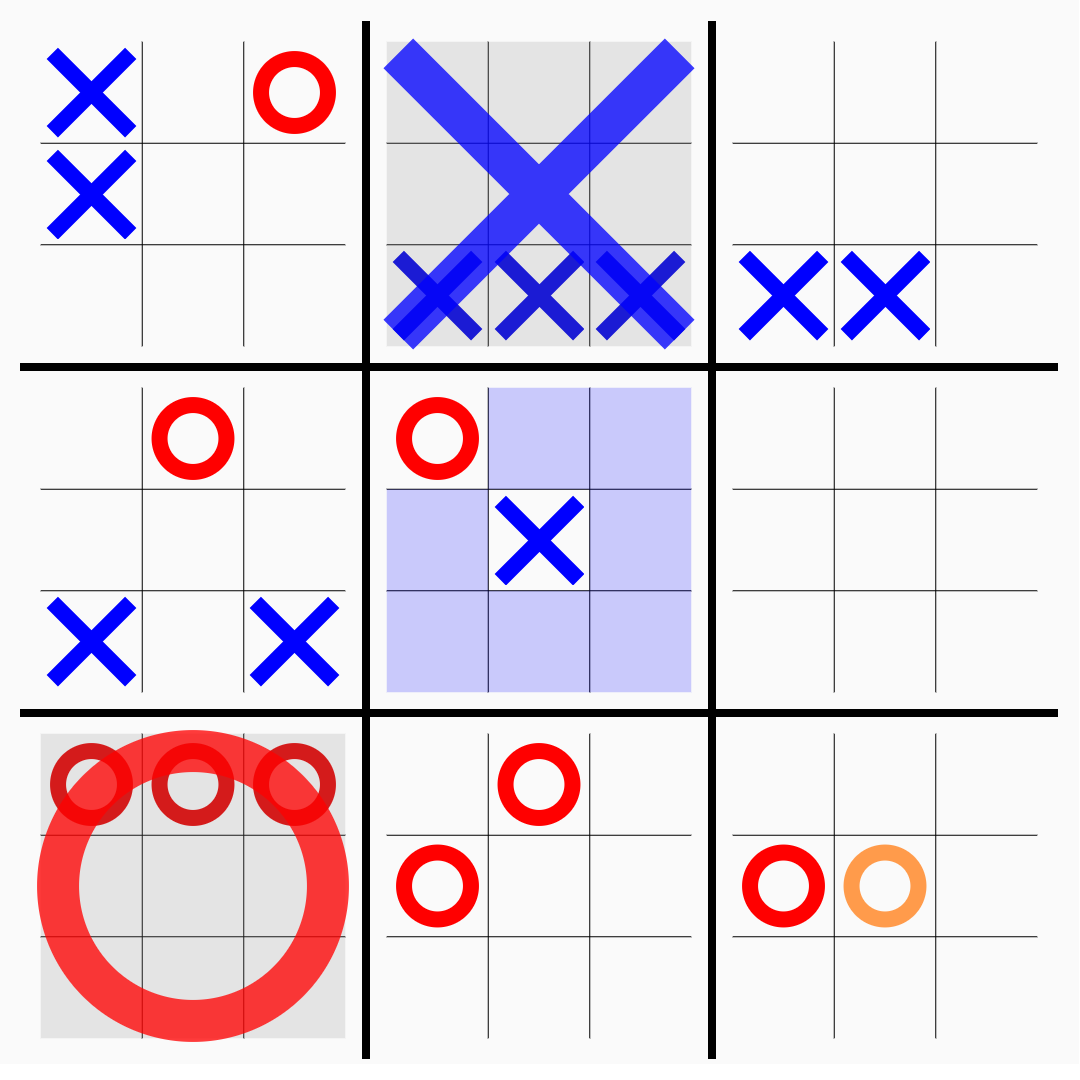
未完成的九井棋棋局（大的X和O表示該玩家贏得的小棋盤），因為O在前一手下的是右下角的小棋盤的正中間的方格（橘色的O），所以X的下一手只能放在正中間的小棋盤裡的格子

九井棋（Tic-Tac-Ku），是Mark Asperheim、Cris Van Oosterum在2008年的兩人棋類，為井字棋的變體，隔年得到門薩首選。

## 棋具
- 9*9方格，劃分成九個3*3方格的區域。每區域再劃分九個1*1方格。
- 棋子以顏色區分敵我，每方四十枚。

## 規則
- 放子：雙方輪流將一枚己棋放在某區域的任一空格。除先手方第一著可放在任意區域，其他著放的區域方位需與敵方上著放的棋格方位相同。若區域無法下子（如已被填滿），才可下在其他任意區域。
  - 區域方位以棋盤的中心區域為基準。
  - 棋格方位以該區域的中心格為基準。

- 同色棋子在某區域內先以縱橫斜方向三子連線時，該玩家取得該區域的勝利（可規定此區域以後將不能下子）。

先獲得五區域的勝利獲勝。

## 外部連結
- 遊戲介紹（页面存档备份，存于）（英文）